# Engany musical
Un engany musical és una peça de música clàssica composta per algú intencionalment atribuïda a un altre. A continuació es llisten una sèrie d'enganys musicals atribuïts a diferents compositors famosos, que en realitat són de:
- Henri Casadesús
  - Concert per a viola en si menor de "George Frideric Handel"
  - Concert per a viola en do menor de "Johann Christian Bach".
  - Concert per a viola en re major de "Carl Philipp Emanuel Bach".

- Marius Casadesus
  - Adélaïde Concerto de "Wolfgang Amadeus Mozart".

- Gaspar Cassadó
  - Аllegretto Grazioso de "Franz Schubert".
  - Toccata de "Girolamo Frescobaldi".[2]

- Ferdinand David
  - Chacona en sol menor de "Tommaso Antonio Vitali" ("Tommaso Vitallino")

- François-Joseph Fétis
  - Concert per a llaüt de "Johann Valentin Strobel".

- Remo Giazotto
  - Adagio en sol menor de "Tomaso Giovanni Albinoni".

- Mikhail Goldstein
  - Albumblatt (Листок из Альбома) d'"Alexander Glazunov".
  - Impromptu (Экспромт) de "Mily Balakirev".
  - Simfonia núm. 21 (Ovsianiko-Kulikovsky)|Simfonia núm. 21 de "Mykola Ovsianiko-Kulikovsky".
  - Concert per a viola en do major d'"Ivan Khandoixkin".

- Fritz Kreisler[3]
  - Allegretto de "Luigi Boccherini".
  - Andantino de "Giovanni Battista Martini".
  - Aubade Provençale de "Louis Couperin".
  - Chanson Louis XIII i Pavana de "Louis Couperin".
  - La Chasse (Caprice) de "Jean Baptiste Cartier".
  - Greu de "Wilhelm Friedemann Bach".
  - Menuett de "Nicola Porpora".
  - Praeludium i Allegro de "Gaetano Pugnani".
  - La Précieuse de "Louis Couperin".
  - Preghiera de "Giovanni Battista Martini".
  - Scherzo de "Carl Ditters von Dittersdorf".
  - Siciliana i Rigaudon de "François Francoeur".
  - Estudi sobre un coral de "Johann Stamitz".
  - Tempo di Minuetto de "Gaetano Pugnani".
  - Variacions sobre un tema de Corelli de "Giuseppe Tartini".
  - Concert per a violí en do major de "Antonio Vivaldi".

- Winfried Michel
  - Sonates per a teclat perdudes de "Joseph Haydn".

- Alessandro Parisotti
  - "És el teu m'ami" de "Giovanni Battista Pergolesi".

- Manuel Ponce
  - Suite en la menor de "Sylvius Leopold Weiss".

- Vladimir Vavilov
  - Ave Maria de "Giulio Caccini".
  - Elegia per a guitarra de "Mikhail Vyssotsky".
  - "Kanzona" per a llaüt de "Francesco Canova dona Milano".
  - Mazurka en do menor per a guitarra de "Andrey Sykhra".
  - Nocturn en do menor per a guitarra de "Vassily Sarenko".

Obres adscrites a personatges ficticis o històrics:
- Roman Turovsky-Savchuk
  - Obres per a llaüt barroc de Johann Joachim Sautscheck, Gotthold Ephraim Sautscheck, Konradin Aemilius Sautscheck, et al.
  - Obres per a llaüt renaixentista de Ioannes Leopolita

- Paulo Galvao
  - Obres per arxillaüt i guitarra barroca de "AdC" (Antonio da Costa)

- Winfried Michel
  - Música de cambra de "Simonetti".